# Metaxourgeío
Metaxourgeío (en grec moderne : Μεταξουργείο), littéralement Fabrique de la Soie, est un quartier situé au nord-ouest d'Athènes, en Grèce. Le quartier est situé autour de la place du même nom sur laquelle se trouve une fontaine de marbre, entre les quartiers d'Omónia à l'est et Céramique à l'ouest. Il est délimité au sud par l'avenue Saint-Constantin et la place Karaïskákis, à l'ouest par l'avenue Theódoros-Deligiánnis, au nord par la gare de Lárissa et à l'est par la rue Patissíon. D'un point de vue administratif, le quartier relève de la juridiction des Ier et IIIe districts municipaux (δημοτικό διαμέρισμα, équivalent aux arrondissements) d'Athènes.
C'est l'un des premiers quartiers à s'être développé en dehors du centre historique d'Athènes à la fin du XIXe siècle.
Après une longue période d'abandon à la fin du XXe siècle, le quartier acquiert une réputation de quartier artistique et branché grâce à l'ouverture de nombreuses galeries d'art, de musées et de restaurants et cafés branchés.

## Toponyme
Le nom de Μεταξουργείο, fabrique de la soie, tire son nom de l'implantation d'une usine textile de soie, la Société des Soiries de Grèce Athanasios Douroutis & Co (Σηρική Εταιρεία της Ελλάδος Αθανάσιος Δουρούτης & Σία) entre 1854 et 1875. métaxi en grec signifie « soie ».

## Histoire

### Origines
L'ouest du quartier était occupée pendant l'Antiquité par le Dimosio Sima, un ancien cimetière des Athéniens éminents au niveau de la Place Dourouti actuelle. Périclès, Clisthène, Thrasybule notamment, y furent enterrés, tandis qu'on suppose que c'est là que Périclès prononça sa célèbre Oraison funèbre (« Les Hommes illustres ont la Terre entière pour tombeau... Enviez donc leur sort, dites-vous que la liberté se confond avec le bonheur et le courage avec la liberté et ne regardez pas avec dédain les périls de la guerre. ») pour honorer les premiers morts de la guerre du Péloponnèse (430-431 av. J.-C.). Pendant des siècles, la zone était essentiellement rurale, composée de vergers et de champs, et se trouvait à l'extérieur de la ville.
Après l'indépendance du Royaume de Grèce en 1830 et le remplacement d'Athènes comme nouvelle capitale à la place de la ville de Nauplie, la perspective de construire des palais dans le quartier voisin de Céramique incita de nombreuses personnalités de l'époque, telles que l'ambassadeur autrichien Anton von Prokesch-Osten, la duchesse de Plaisance et les princes Georges Caradja et Georges Cantacuzène, à y faire construire leurs résidences. Georges Cantacuzène fit notamment ériger un vaste manoir de style néoclassique qu'il commande à l'architecte danois Christian Hansen dans l'optique d'en faire une galerie commerciale, un projet qui échoue lorsqu'il est finalement décidé de construire le palais à l'autre bout de la ville, sur l'actuelle place de la Constitution. Le bâtiment inachevé sera plus tard racheté par la Société des soieries de l'industriel Athanasios Douroutis et démoli pour permettre la construction de ses locaux.

### Urbanisation
En 1838, le Théâtre Boukoura, premier théâtre national, est construit dans le quartier, rue Ménandre, par les architectes italiens Joseph Camillieri et Basilio Sansoni. Il a été inauguré par l'opéra Lucia de Lammermoor de Donizetti le 6 janvier 1840. La soirée inaugurale fut un tel succès que les journaux athéniens de l'époque appelaient le Gouvernement grec lui-même à « soutenir de toutes ses forces et même financièrement cet établissement qui accroît les charmes de la capitale et contribue à y attirer un grand nombre d'étrangers, en procurant aux officiers des flottes européennes des distractions qu'ils n'auraient guère désirées dans aucun autre port de l'Orient »,. Entre 1844 et 1898, le bâtiment fut la propriété de Ioannis Boukouras, un vétéran de la guerre d'indépendance, qui en assura la gestion et le théâtre devint connu sous son nom. Devenu trop exigu, le bâtiment Boukoura est finalement remplacé par un nouveau théâtre de style néoclassique construit par l'architecte Ernst Ziller. Le nouveau Théâtre National (Εθνικό Θέατρο) ouvre ses portes en 1900. L'implantation du Théâtre Boukoura dans le quartier préfigure les nombreux théâtres et salles de spectacles qui y seront construites plus tard.
En 1856, l'orphelinat Chatzikostas fut construit dans le quartier. Suivant la stratégie des philanthropes grecs de l'époque privilégiant « l'intégration sociale des enfants pauvres », l'orphelinat avait mis en place des ateliers dans lesquels les pensionnaires pouvaient apprendre un métier : d'abord la couture et la cordonnerie, puis la forge. En 1884, 50 enfants orphelins y étaient employés.
Metaxourgeío reste jusqu'à la seconde moitié du XIXe siècle un quartier périphérique situé en-dehors d'Athènes : à l'époque, la place Othon (devenue place Omonia après 1862) marquait la limite nord de la capitale. Seul est alors bâti la partie à l'est de la place Vathi et la rue Ménandre, la place Karaïskákis n'existant pas encore et formant la limite entre la ville d'Athènes et la campagne environnante. Le plan de la ville de 1884 montre encore des vergers et des champs s'étendre sur toute la partie ouest du quartier ; l'essentiel des rues suit un plan hippodamien, construites autour de la place Omonia. À l'emplacement actuel des rues Nicéphore (οδος Νικηφόρου) et Koumoundoúros (οδος Κουμουνδούρου) coulait la rivière Kykloboros, progressivement asséchée au fur et à mesure de l'étalement urbain.

### Développement
L'industrie de la soie resta jusqu'aux milieu des années 1870 la principale industrie de la ville. Soutenu par Georges Stavros, banquier de la Banque Nationale de Grèce, l'entrepreneur venu d'Épire Athanasios Douroutis, convaincu que « la Grèce a décidément besoin d'industrie », y fonde la Société des Soiries de Grèce en 1854. Au plus fort de son activité, la Compagnie emplyait 200 ouvriers. À partir de 1871, la fin du protectionnisme économique décidé par le Gouvernement grec mit l'industrie locale en compétition avec l'industrie textile italienne, plus mécanisée et moins onéreuse. La baisse des importations des produits en soie vers la France en raison de la guerre franco-prussienne, puis l'apparition d'une maladie du ver à soie détruisant la matière première, provoquèrent la faillite de la fabrique qui ferme ses portes en 1875.
L'arrivée du chemin de fer en 1882 marqua le début de la densification du quartier. Le 30 juin 1884 fut inaugurée la nouvelle gare d'Athènes exploitée par la Compagnie des Chemin de Fer Pirée-Athènes-Péloponnèse (Σιδηρόδρομοι Πειραιώς-Αθηνών-Πελοποννήσου, Σ.Π.Α.Π.). La ligne reliait alors Le Pirée à Patras et la gare prit ainsi le nom de « Gare du Péloponnèse ». En 1904, une seconde gare fut construite non loin pour desservir les villes du nord du pays : la gare prit le nom de « Gare de Larissa » (la ville de Larissa, en Thessalie, était alors la ville la plus septentrionale du Royaume de Grèce). Des nouvelles artères furent tracées suivant un plan hippodamien. Une partie des nouvelles rues aménagées prirent le nom de philhellènes français : rue Victor Hugo (Βίκτωρος Ουγκώ, Viktoros Ougo), rue Fabvier (Φαβιέρου, Faviérou), rue Pouqueville (Poukevil), rue Béranger (Βερανζέρου, Veranzénou), rue Chateaubriand (Σατωβριάνδου, Satobrianou) et rue Lenormant (Λένορμαν, Lenorman). Les autres toponymes choisis évoquent les batailles de la guerre d'indépendance (rues de Psara, de Chios et de Samos). Après la Première Guerre mondiale, la rue menant de la place Vathi jusqu'au Musée Archéologique, traversant le quartier en diagonale, appelée jusque là rue Kykloboros, est rebaptisée rue de la Marne (Μάρνη, Marni) en hommage à la bataille française de la Marne.
À la fin du XIXe siècle, l'arrivée en masse de la population des campagnes attirée par les emplois des usines densifia le quartier. De petites unités de production s'immiscent parmi les maisons pauvres, consolidant un caractère mixte dans le quartier. Des entreprises de bois et de matériaux de construction, des ateliers de transformation du métal et du verre, des imprimeries et des petits magasins de vêtements et de chaussures y installent leur siège social. L'épicentre de l'activité culturelle et sociale du quartier était la place Avdi, où se trouvaient les cafés Gefyra et Vouxinos. Sur la place fut installé un théâtre amateur, le Théâtre du Peuple (θέατρο του ΛΑΟΥ). Le théâtre y accueillait principalement des chanteurs folkloriques et du théâtre d'ombres de Karaghiosis : en 1913, la pièce d'ombres La bagarre de Metaxourgeio (Μεταξουργιώτικο νταβαντούρι) connut un grand succès. La pièce Skoupa du dramaturge Thanos Zachos, une pièce de théâtre populaire, y donna sa première l'année suivante et connut un tel succès du public qu'elle resta à l'affiche pendant deux années entières. En 1936, le théâtre fut transformé en cinéma, le Ciné-Populaire (ΣΙΝΕ-ΛΑΟΥ), puis fut démoli à la fin des années 1990. L'importance et le dynamisme du théâtre populaire se caractérise encore aujourd'hui par l'existence d'un grand nombre de théâtres dans tout le quartier : théâtres Vempo, Perroquet, Argo, etc.

### XXIesiècle
La population du quartier a continué à croître au cours du début du XXe siècle, tout en conservant son profil ouvrier, jusqu'à une période d'abandon qui a débuté dans les années 1970, avec le départ des classes aisées et classes moyennes du centre d'Athènes au profit de nouveaux quartiers périphériques résidentiels comme Psychikó, Chalándri ou Maroússi. En 2001, la population du quartier s'était stabilisée, en grande partie grâce à l'afflux d'immigrants et de résidents de la classe moyenne supérieure qui trouvaient attrayants les loyers peu élevés du quartier et sa proximité avec des lieux de rencontre prestigieux. Avec la crise de la dette publique grecque de 2008, le quartier s'est paupérisé.
Depuis janvier 2000, le quartier est relié à la ligne 2 du métro d'Athènes.

## Lieux et monuments
- Gare de Larissa, principale gare d'Athènes ;
- Gare du Péloponnèse (désaffectée) ;
- Ministère de la Santé, rue Aristote ;
- Galerie Municipale, installée dans l'ancienne fabrique de soie d'Athanasios Douroutis[6] ;
- Théâtre National de Grèce, sur l'avenue Saint-Constantin ;
- Théâtre Vempo, fondée par Sofia Vempo en 1950 ;
- Théâtre de la Station (Θέατρο Σταθμός), près de la station de métro Metaxourgeio ;
- Théâtre Generale (Θέατρο τΖΕΝεράλε) ;
- Théâtre Argo (Θέατρο Αργώ) ;
- Théâtre Attis du metteur en scène Theodoros Terzopoulos ;
- Théâtre Veaki (Θέατρο Βεάκη) ;
- Théâtre Proskinio (Θέατρο Προσκήνιο) ;
- Théâtre Metaxourgeio, fondé en 1999 (Θέατρο Μεταξουργείο) ;
- Salle de spectacles du Perroquet (Θέατρο Περοκέ) ;
- Salle de concert Kitaro (Κύτταρο) ;
- Restaurant Avgo tou Kokkoras (Αβγό του Κόκκορα) ;
- Bar Le Perroquet Bleu (Μπλε Παπαγάλος), sur la place Avdi ;
- Musée hellénique de l'automobile ;
- Musée de la Grèce miniature ;
- Hôtel Stanley, sur la place Karaïskákis ;
- Hôtel Wyndham Grand Athens ;
- Monument aux Aviateurs tombés (Μνημείο Πεσόντων Αεροπόρων), installée depuis 1987 sur la place Karaïskákis ;
- Fontaine publique en marbre, installée en 1853, sur la place Metaxourgeio.

## Source
- (el) Cet article est partiellement ou en totalité issu de l’article de Wikipédia en grec moderne intitulé « Μεταξουργείο (Αθήνα) » (voir la liste des auteurs).